# Operación Ke
La Operación Ke (ケ号作戦 Ke-gō sakusen?) fue la evacuación de las fuerzas japonesas de Guadalcanal durante el final de la campaña militar del mismo nombre de la Segunda Guerra Mundial. La operación tuvo lugar entre el 14 de enero y el 7 de febrero de 1943 e involucró tanto a fuerzas del Ejército Imperial Japonés como de la Armada Imperial Japonesa, ambos bajo el mando del Cuartel General Imperial. Entre los comandantes de la operación se encontraban Isoroku Yamamoto y Hitoshi Imamura.
Los japoneses decidieron abandonar y ceder Guadalcanal a los Aliados por diversas razones. Todos los intentos del Ejército Imperial Japonés por recuperar el Campo Henderson, un campo de aviación en Guadalcanal utilizado como base por los Aliados, habían fracasado con graves pérdidas para los japoneses. Las fuerzas navales de Japón en el área también habían sufrido numerosas bajas en el intento de abastecer y reforzar a las tropas que se encontraban en la isla. Dichas pérdidas, sumadas a la cantidad de recursos necesarios estimados para continuar con los intentos de recapturar Guadalcanal, afectaban la seguridad estratégica y las operaciones en otras áreas del Imperio del Japón. La decisión de evacuar a las tropas fue tomada por el Emperador Hirohito (conocido después de fallecido como Emperador Shōwa) el 31 de diciembre de 1942.
La operación comenzó el 14 de enero con el desembarco de un batallón de infantería en Guadalcanal, el cual actuaría como retaguardia durante la evacuación. Aproximadamente al mismo tiempo, el Ejército y la Armada de Japón comenzaron una campaña de supremacía aérea alrededor de las Islas Salomón y Nueva Guinea. Un crucero estadounidense fue hundido en el trascurso de la batalla de la isla Rennell, parte de la campaña. Dos días después, una aeronave japonesa hundió un destructor estadounidense cerca de Guadalcanal. La evacuación real tuvo lugar las noches del 1, 4 y 7 de febrero por destructores. Aparte de los ataques aéreos y por parte de PT boats a los destructores que evacuaban al personal, las fuerzas aliadas no intentaron activamente impedir la operación, debido a que sus mandos creían que se trataba de un nuevo intento de reforzar la posición.
En total, los japoneses evacuaron 10 652 soldados de Guadalcanal con el coste de un destructor hundido y tres averiados. El 9 de febrero, los Aliados se dieron cuenta de que los japoneses se habían ido y declararon la isla segura, dando fin a la campaña de seis meses de duración por el control de la isla.

## Contexto

### Campaña de Guadalcanal
El 7 de agosto de 1942, fuerzas aliadas —principalmente estadounidenses— desembarcaron en Guadalcanal, Tulagi y las islas Florida, parte de las Islas Salomón. Su objetivo era imposibilitar el uso de tales islas como bases militares por parte del Imperio del Japón, con el objetivo posterior de neutralizar la base japonesa de Rabaul, así como, al mismo tiempo, apoyar la campaña de Nueva Guinea. Los desembarcos dieron comienzo a una campaña en la isla que duró seis meses.
Los 2000-3000 militares japoneses destacados en las islas fueron atacados por sorpresa, y al anochecer del 8 de agosto, 11 000 soldados aliados, bajo el mando del teniente general Alexander Vandegrift, aseguraron Tulagi, pequeñas islas cercanas y el campo de aviación que se encontraba en construcción en Lunga Point, en Guadalcanal. Los Aliados renombraron dicho campo como Campo Henderson, desde donde operó un grupo aéreo conocido como «Cactus Air Force» (CAF) en honor al código aliado utilizado para referirse a la isla. Para defender el campo de aviación, marines de los Estados Unidos establecieron un perímetro defensivo alrededor de Lunga Point. Refuerzos adicionales llegaron durante los siguientes dos meses, incrementando el número de soldados estadounidenses en el lugar hasta sumar más de 20 000 efectivos.

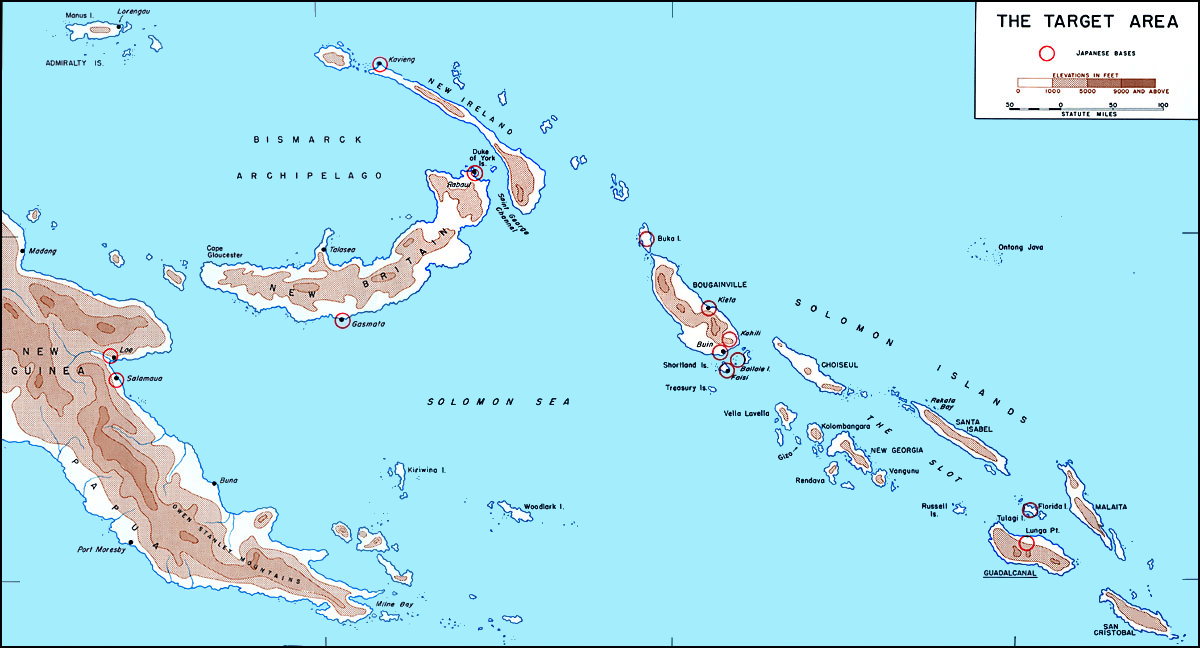
Las Islas Salomón. El estrecho de Nueva Georgia, conocido por los Aliados como «The Slot», corre desde Bougainville y las islas Shortland (al centro) hasta Guadalcanal (esquina inferior derecha).

En respuesta al desembarco aliado en Guadalcanal, el Cuartel General Imperial asignó al 17.º Ejército, con base en Rabaul y comandado por el teniente general Harukichi Hyakutake, la tarea de retomar Guadalcanal. Tropas de dicha unidad comenzaron su despliegue en la isla el 19 de agosto.
Debido a la amenaza de las aeronaves estacionadas en el Campo Henderson, los japoneses no pudieron utilizar, salvo en raras ocasiones, buques de transporte grandes y lentos para desembarcar a las tropas y suministros en el lugar, empleando en su lugar buques de guerra con base en Rabaul y las islas Shortland. Los buques japoneses, principalmente cruceros ligeros y destructores de la 8.ª Flota, al mando del vicealmirante Gun'ichi Mikawa, pudieron atravesar, la mayoría de las veces, el estrecho de Nueva Georgia (conocido por los Aliados como «The Slot») hacia Guadalcanal y regresar en una sola noche, minimizando por tanto el riesgo de un ataque por parte de las aeronaves del Campo Henderson. Transportar las tropas de esta forma, sin embargo, impidió que gran parte del equipo pesado, suministros, artillería pesada, vehículos, comida y municiones de los soldados pudieran ser enviados junto con ellos. Estos rápidos envíos en Guadalcanal ocurrieron durante toda la campaña, y fueron conocidos por los Aliados como «Tokyo Express», y «transporte de ratas» por los japoneses.
Los japoneses intentaron en varias ocasiones, entre agosto y noviembre de 1942, recapturar el Campo Henderson y expulsar a las tropas aliadas de Guadalcanal, aunque fue en vano. El último intento por parte de los japoneses de llevar tropas a la isla falló durante la batalla naval de Guadalcanal, del 12 al 15 de noviembre.
A mediados de noviembre, fuerzas aliadas atacaron a los japoneses que se encontraban en Buna-Gona, en Nueva Guinea. Los líderes de la Flota Combinada japonesa, con cuartel general en Truk y bajo el mando del almirante Isoroku Yamamoto, consideraron que el avance del enemigo en Nueva Guinea era una amenaza mayor a la seguridad del Imperio del Japón que la presencia militar aliada en las Salomón del sur. Por lo tanto, el personal de la Flota Combinada comenzó los planes para abandonar Guadalcanal y cambiar prioridades y recursos hacia las operaciones alrededor de Nueva Guinea. Para entonces, la Armada no había informado aún al Ejército acerca de sus intenciones.
Al comenzar el mes de diciembre, los japoneses experimentaron dificultades para mantener abastecidas a sus tropas emplazadas en Guadalcanal debido a los ataques aéreos enemigos sobre sus barcos de suministro y sus bases. Los pocos suministros que pudieron ser entregados en la isla no resultaban suficientes para alimentar a las tropas, las cuales para el 7 de diciembre perdían cerca de 50 soldados cada día debido a la malnutrición, enfermedades y a los ataques en tierra o desde el aire por parte de los Aliados. Los japoneses habían enviado a Guadalcanal casi 30 000 soldados del Ejército desde el inicio de la campaña, pero para estas fechas sólo 20 000 seguían con vida, con alrededor de 12 000 en condiciones de entablar combate, estando el resto incapacitado para la batalla debido a heridas, enfermedades o malnutrición.
La Armada Imperial Japonesa continuó sufriendo bajas y daños en sus barcos en su intento de mantener Guadalcanal abastecida. Un destructor fue hundido por un buque de guerra estadounidense durante la batalla de Tassafaronga, el 30 de noviembre. Otro destructor y un submarino fueron hundidos y dos destructores dañados por PT Boats y ataques aéreos durante la subsecuente misión de reabastecimiento entre el 3 y el 12 de diciembre. Acrecentando la frustración de los líderes de la Armada, pocos de los suministros transportados en esas misiones pudieron llegar a las tropas japonesas estacionadas en la isla. Líderes de la Flota Combinada les aseguraron a sus homólogos del Ejército que los daños y pérdidas de buques de guerra durante los intentos de reabastecer a las tropas de la isla amenazaban los futuros planes estratégicos de defender el Imperio del Japón.

### Decisión de retirarse

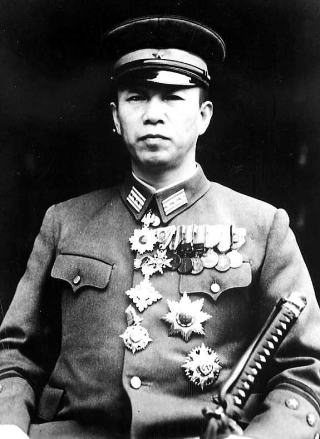
Takushiro Hattori, oficial del Cuartel General Imperial.

En el transcurso del mes de noviembre, los principales líderes del Cuartel General Imperial en Tokio continuaron apoyando abiertamente los esfuerzos por reconquistar Guadalcanal. Sin embargo, al mismo tiempo, oficiales de menor rango comenzaron a discutir discretamente acerca de abandonar la isla. Takushiro Hattori y Masanobu Tsuji, quienes habían visitado recientemente Guadalcanal, comentaron a sus colegas que todo intento posterior de hacerse nuevamente con la isla sería una causa perdida. Ryūzō Sejima aseguró en un reporte que el desgaste de las tropas del Ejército japonés en Guadalcanal había sido tan inesperadamente grave, que operaciones futuras serían indefendibles. El 11 de diciembre dos oficiales del Estado Mayor, el comandante Yuji Yamamoto y el mayor Takahiko Hayashi, regresaron a Tokio procedentes de Rabaul y confirmaron los informes de Hattori, Tsuji y Sejima. Además aseguraron que, al parecer, la mayoría de los oficiales de la Armada y del Ejército apoyaban el abandono de la isla. En torno a este momento, el Ministro de Guerra de Japón informó al Cuartel General de que no había suficientes barcos de transporte para apoyar tanto el intento de reconquistar Guadalcanal como para transportar los suministros necesarios para mantener la economía japonesa y sus tropas.
El 19 de diciembre, una delegación del Cuartel General liderada por el coronel Joichirō Sanada, jefe de la sección de operaciones del Cuartel General Imperial, arribó a Rabaul para discutir los planes futuros concernientes a Nueva Guinea y Guadalcanal. Hitoshi Imamura, comandante del 8.º Ejército de Área y a cargo de las operaciones del Ejército en Nueva Guinea y las Islas Salomón, no recomendó directamente la evacuación de las tropas de Guadalcanal, pero describió clara y abiertamente las dificultades que tenían en ese momento para intentar recapturar la isla. Imamura además aseguró que si se tomaba la decisión de retirar las tropas, se debía evacuar la mayor cantidad de soldados posible.
Sanada regresó a Tokio el 25 de diciembre y recomendó al Cuartel General que Guadalcanal fuera abandonada inmediatamente y que la prioridad fuera la campaña en Nueva Guinea. Al día siguiente los principales líderes del Cuartel General aceptaron la recomendación y dieron instrucciones a su personal para que comenzaran a trazar los planes para la evacuación, además de que se fijara un nuevo anillo defensivo en las islas centrales de las Salomón.
El 28 de diciembre, el general Hajime Sugiyama y el almirante Osami Nagano informaron personalmente al Emperador Shōwa de la decisión de retirarse de Guadalcanal. El 31 de diciembre, el emperador oficialmente aprobó la decisión.

### Plan y fuerzas
El 3 de enero, el Cuartel General Imperial informó al 8.° Ejército de Área y a la Flota Combinada la decisión de retirarse de Guadalcanal. El 9 de enero, el Estado Mayor de la Flota Combinada y del 8.° Ejército completaron el plan juntos, llamado oficialmente Operación Ke a partir de la mora del silabario kana del japonés, que se utilizaría para ejecutar la operación. El uso de dicha mora proviene de la palabra 捲土重来 (en hiragana けんどじゅうらい [kendojūrai] o けんどちょうらい [kendochōrai]?), que significa «retomar fuerzas para un ataque renovado» o «hacer otro intento con esfuerzos redoblados».
El plan consistía en que un batallón de infantería del Ejército desembarcara de un destructor en Guadalcanal hacia el 14 de enero para actuar como retaguardia durante la evacuación. El 17.º Ejército estaba por empezar la retirada hacia el extremo oeste de la isla por el 25 o 26 de enero. Una campaña de superioridad aérea alrededor de las islas sureñas de las Salomón comenzaría el 28 de enero. El 17.° Ejército sería evacuado mediante tres abordajes con destructores la primera semana de febrero con la intención de terminar el 10 de febrero. Al mismo tiempo, activos aéreos y navales japoneses conducirían maniobras llamativas y ataques menores alrededor de Nueva Guinea y las Islas Marshall junto con mensajes por radio engañosos para intentar confundir a los Aliados de sus verdaderas intenciones.

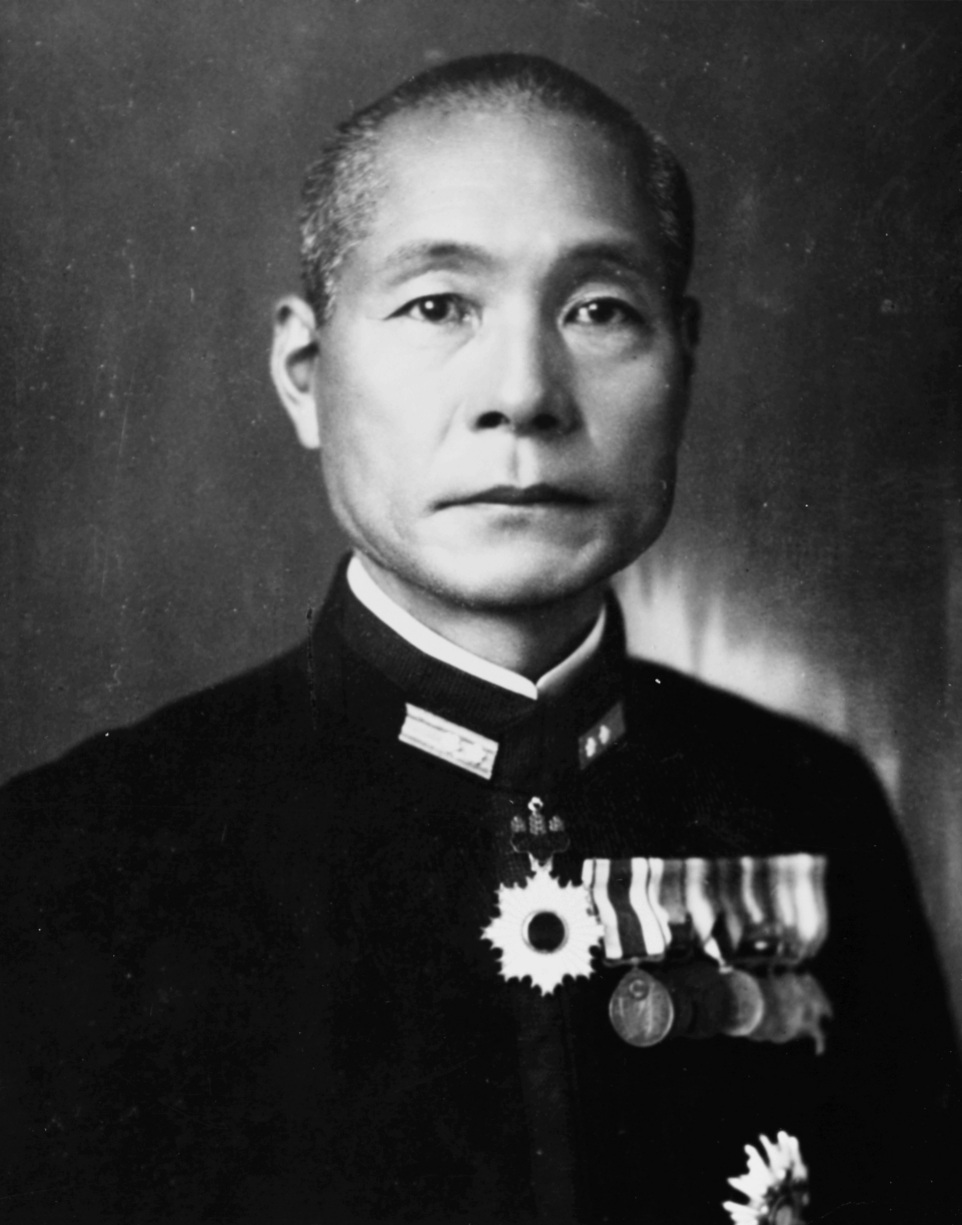
Gun'ichi Mikawa, Comandante de la 8.ª Flota.

Yamamoto destacó los portaaviones Jun'yō y Zuihō, los acorazados Kongō y Haruna, y cuatro cruceros pesados, además de una fuerza de protección de destructores bajo el mando de Nobutake Kondo para proveerle cobertura a distancia a la operación Ke alrededor de Ontong Java, en el norte de las Salomón. La evacuación se llevaría a cabo por la 8.ª Flota de Mikawa, que consistía en los cruceros pesados Chōkai y Kumano', el crucero ligero Sendai, y 21 destructores. Los destructores de Mikawa estuvieron a cargo de conducir la evacuación. Yamamoto suponía que por lo menos la mitad de los destructores serían hundidos durante la operación.
Apoyando la parte del plan correspondiente a la superioridad aérea estuvieron la 11.ª Flota Aérea de la Armada Imperial Japonesa y la 6.ª División Aérea del Ejército Imperial Japonés, con base en Rabaul, con 212 y 100 aeronaves, respectivamente. Además, 64 aeronaves del grupo aéreo del portaaviones Zuikaku fueron asignados temporalmente a Rabaul. Adicionalmente 60 hidroaviones de la Fuerza Aérea de Área «R» de la Armada Imperial Japonesa, con base en Bougainville, Rabaul, y las islas Shortland, aumentaron el total de aeronaves japonesas involucradas en la operación a 436. La combinación de los acorazados y unidades aéreas navales en el área formaron la Flotilla Sureste del Área, comandada por Jinichi Kusaka desde Rabaul.
Oponiéndose a los japoneses y bajo el mando del almirante del William F. Halsey, comandante de las fuerzas aliadas en el sur del Pacífico, estaban los portaaviones Enterprise y Saratoga, seis portaaviones de escolta, tres acorazados rápidos, cuatro acorazados antiguos, trece cruceros y cuarenta y cinco destructores. En el aire, la 13.ª Fuerza Aérea contaba con 92 cazas y bombarderos, bajo el mando del general de brigada Nathan F. Twining. La CAF en Guadalcanal contaba con 81 aeronaves al mando del general de brigada Francis P. Mulcahy. El contraalmirante Aubrey Fitch era el comandante general de aeronaves en el sur del Pacífico. Las unidades aéreas de la flotilla y los portaaviones de escolta añadieron otras 339 aeronaves. Adicionalmente, 30 bombarderos pesados fueron ubicados en Nueva Guinea, los cuales contaban con suficiente alcance como para conducir las misiones en las islas Salomón. En total, los Aliados contaban con cerca de 539 aeronaves listas para enfrentarse a la Operación Ke.
En la primera semana de enero, enfermedades, hambruna, y bajas durante el combate habían reducido la fuerza de Hyakutake a cerca de 14 000 soldados, muchos de ellos muy enfermos y desnutridos para pelear. El 17.º Ejército poseía tres cañones de campo y una grave escasez de proyectiles. En contraste, el comandante aliado en la isla, el mayor general Alexander Patch, fue asignado al mando de una fuerza combinada de miembros del Ejército y marines, llamada The XIV Corps, haciendo un total de 50.666 hombres. Patch tenía a su disposición 167 piezas de artillería, incluyendo cañones de 75 mm, 105 mm y 155 mm, y gran cantidad de proyectiles.

## Operación

### Preparación
El 1 de enero, los militares japoneses cambiaron sus códigos de comunicación por radio, haciendo más difícil para los agentes de inteligencia de los Aliados —quienes anteriormente habían decodificado parcialmente los códigos japoneses— prever las intenciones y movimientos japoneses. Mientras transcurría el mes de enero, el análisis del tráfico por radio y las misiones de reconocimiento determinaron un aumento en la cantidad de barcos y aeronaves en Truk, Rabaul, y las islas Shortland. Analistas aliados determinaron que el incremento del tráfico de radio en las islas Marshall era una trampa para desviar la atención de una operación que estaba a punto de tomar lugar en Nueva Guinea o en Salomón. Personal de inteligencia aliado, sin embargo, malinterpretó la naturaleza de esta operación. El 26 de enero, el sector de inteligencia del Comando Aliado del Pacífico informó a las fuerzas en el Pacífico que los japoneses se estaban preparando para una nueva ofensiva, llamada Ke, en Salomón o Nueva Guinea.
El 14 de enero, una misión exprés de nueve destructores transportaron al Batallón Yano, que fungiría como retaguardia de la evacuación Ke, hacia Guadalcanal. El batallón, comandado por el mayor Keiji Yano, consistió en 750 soldados y una batería de cañones de montaña desmontables, manejados por otros 100 hombres. Acompañando al batallón estuvo el teniente coronel Kumao Imoto, representando al 8.º Ejército de Área, quien tuvo que entregar el plan y la orden de evacuación a Hyakutake. El 17.º Ejército aún no había sido informado de la decisión de retirarse. Los ataques aéreos de la CAF y la 13.ª Fuerza Aérea a los nueve destructores durante el viaje de regreso causaron daños a los destructores Arashi y Tanikaze, y destruyeron ocho cazas japoneses que escoltaban el convoy. Cinco aeronaves estadounidenses fueron derribadas.
El 15 de enero, Imoto llegó al cuartel general del 17.º Ejército en Kokumbona e informó a Hyakutake y su equipo de la decisión de retirarse de la isla. El 16 de enero el personal del 17.º ejército aceptó la orden de mala gana y el 18 de enero comunicó a sus fuerzas el plan de evacuación Ke. Debido al plan se ordenó a la 38.ª División, que en ese momento estaba defendiéndose de la ofensiva estadounidense en los ríos y montañas de la isla, que cesara el combate y se retirara hacia cabo Esperanza, en el extremo occidental de Guadalcanal, el 20 de enero. La retirada de la 38.ª División sería cubierta por la 2.ª División de Infantería, que se encontraba en Guadalcanal desde octubre de 1942, y el batallón Yano. Ambas fuerzas seguirían a la 38.ª hacia el oeste. A los soldados que no podían moverse se les alentó a suicidarse para «conservar el honor de la Armada Imperial».

### Evacuación por el oeste
Patch inició una nueva ofensiva justo cuando la 38.ª División comenzaba a retirarse de las crestas interiores y colinas que habían ocupado. El 20 de enero la 25.ª División de infantería, al mando del general J. Lawton Collins, atacó varias colinas —designadas con los números 87, 88 y 89 por los estadounidenses—, las cuales formaban una cadena que dominaba Kokumbona. Encontrando mucha menor resistencia a la esperada, los estadounidenses tomaron las tres colinas para la mañana del 22 de enero. Alternando el ataque de sus fuerzas para aprovechar que inesperadamente habían penetrado las defensas enemigas, Collins rápidamente continuó su avance y capturó las dos colinas siguientes —la 90 y 91— para el anochecer, con lo que los estadounidenses estuvieron en posición de aislar y capturar Kokumbona, atrapando a la 2.ª División japonesa.

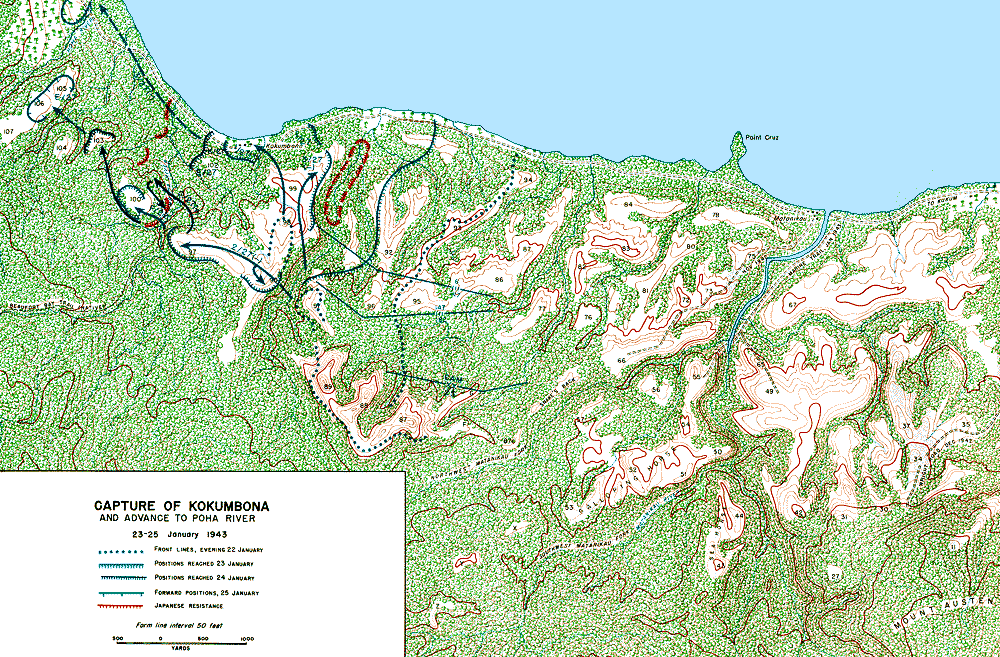
Fuerzas estadounidenses capturan Kokumbona y comienzan a presionar hacia el oeste. 23–25 de enero.

Reaccionando rápidamente frente a la situación, los japoneses evacuaron Kokumbona y ordenaron que la 2.ª División se retirara hacia el oeste inmediatamente. Los estadounidenses capturaron Kokumbona el 23 de enero. Aunque algunas unidades japonesas se vieron rodeadas por las tropas y fueron destruidas, la mayoría de los sobrevivientes de la 2.ª División pudieron escapar.
Aún temiendo que la ofensiva japonesa recibiera refuerzos, Patch envió tan sólo un regimiento a atacar las fuerzas japonesas en Kokumbona, dejando el resto de las tropas cerca de Lunga Point para defender el campo de aviación. 
El terreno al oeste del Kokumbona favoreció los esfuerzos japoneses de retrasar a los estadounidenses, mientras que el resto del 17.° Ejército continuó la retirada de sus tropas hacia cabo Esperanza. Durante su avance, los estadounidenses se vieron cercados en un corredor que tenía tan sólo entre 270 y 500 metros de ancho, entre el océano y la tupida vegetación y las empinadas crestas de coral. Estas, que corrían perpendiculares a la costa, además se encontraban paralelas a numerosos riachuelos y calas que cruzaban el corredor regularmente.
El 26 de enero, una fuerza combinada de marines y soldados del ejército, llamada División Compuesta Ejército-Marines (Composite Army-Marine o CAM por sus siglas en inglés), que avanzaba hacia el oeste, se encontró con el batallón Yano en el río Marmura. Los soldados japoneses detuvieron temporalmente el avance estadounidense, y posteriormente se retiraron lentamente hacia el oeste durante los tres días siguientes. El 29 de enero el batallón Yano se replegó a través del río Bonegi, donde soldados de la 2.ª División habían construido posiciones defensivas.
Las defensas japonesas detuvieron el avance estadounidense por casi tres días. El 1 de febrero, con la ayuda de bombardeos costeros por parte de los destructores USS Wilson (DD-408) y USS Anderson (DD-411), los estadounidenses pudieron cruzar el río pero no presionaron inmediatamente para seguir avanzando hacia el oeste.

### Campaña aérea
La campaña de superioridad aérea Ke comenzó a mediados de enero con ataques de hostigamiento cada noche con flotas aéreas que iban desde tres hasta diez naves, aunque causaban daños menores. El 20 de enero, un solitario Kawanishi H8K bombardeó Espíritu Santo. El 25 de enero, la Armada Imperial Japonesa envió 58 cazas Zero a plena luz del día a atacar Guadalcanal. En respuesta, la CAF envió ocho Wildcats y seis P-38, los cuales derribaron 4 Zeros sin tener pérdidas.
Un segundo ataque a gran escala se llevó a cabo el 27 de enero, mediante nueve bombarderos ligeros Kawasaki Ki-48, escoltados por 74 cazas Nakajima Ki-43, pertenecientes a la 6.ª División Aérea de Rabaul. Doce Wildcats, seis P-38 y diez P-40 procedentes del Campo Henderson les hicieron frente en Guadalcanal. En total los japoneses perdieron seis cazas, mientras que los estadounidenses perdieron un Wildcat, cuatro P-40 y dos P-38. Los Kawasaki lanzaron sus bombas sobre posiciones estadounidenses alrededor del río Matanikau, causando daños menores.

### Batalla de la isla Rennell
Creyendo que los japoneses iban a comenzar una ofensiva importante en las islas sureñas de las Salomón con miras a retomar el Campo Henderson, Halsey envió desde el 29 de enero un convoy de reabastecimiento a Guadalcanal apoyado por la mayoría de sus fuerzas navales, las cuales fueron separadas en cinco fuerzas especiales. Entre las fuerzas especiales estaban dos portaaviones, dos portaaviones de escolta, tres acorazados, doce cruceros y 25 destructores.

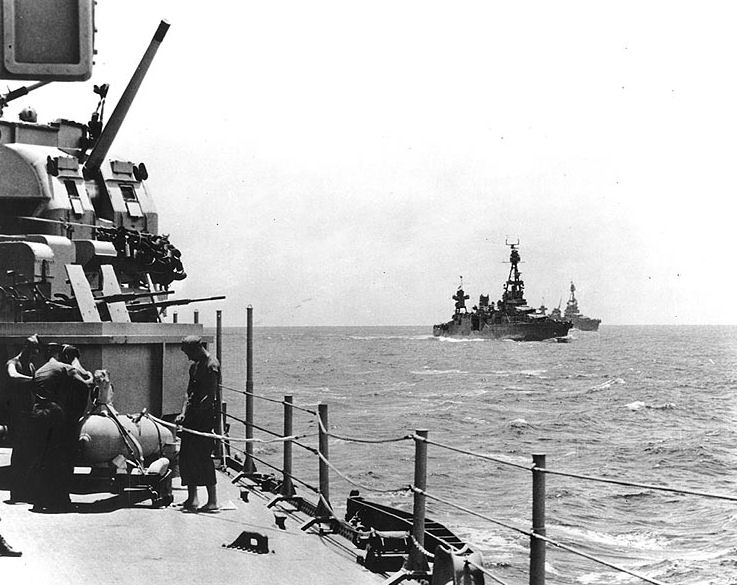
La Fuerza Especial 18 de Giffen se dirige hacia Guadalcanal el 29 de enero.

Protegiendo el avance del convoy de transporte estaba la Fuerza Especial 18 (Task force 18 o TF18 por sus siglas inglés), bajo el mando del contraalmirante Robert C. Giffen, con tres cruceros pesados y tres ligeros, dos portaaviones de escolta y ocho destructores. Una fuerza especial de portaaviones, con buque insignia en el Enterprise, permaneció a 400 kilómetros atrás de la TF18.
Además de proteger al convoy, la TF18 estaba encargada de reunirse a las 21:00 del 29 de enero con una flota de cuatro destructores estadounidenses, estacionados en Tulagi, para limpiar el «Slot» de enemigos al día siguiente con la finalidad de proteger el desembarco en Guadalcanal. Sin embargo, los portaaviones de escolta eran sumamente lentos como para permitir que la fuerza de Giffen se encontrara con los destructores a tiempo, por lo que los dejó atrás junto con dos destructores a las 14:00 del 29 de enero y prosiguió el viaje.
La flota estadounidense había sido monitoreada por submarinos japoneses, los cuales reportaron su ubicación y movimientos a las unidades en los cuarteles navales. Por la tarde, basándose en los reportes de los submarinos, 16 bombarderos Mitsubishi G4M Tipo 1 del Grupo Aéreo 705 y 16 bombarderos Mitsubishi G3M Tipo 96 del Grupo Aéreo 701 despegaron de Rabaul cargando torpedos para atacar la fuerza de Giffen, que en esos momentos se encontraba entre la isla Rennell y Guadalcanal.
Los bombarderos atacaron los barcos enemigos en dos oleadas entre las 19:00 y las 20:00. Dos torpedos impactaron en el crucero pesado Chicago, causándole daños graves que lo dejaron sin propulsión. Tres aeronaves japonesas fueron derribadas por fuego antiaéreo. Giffen envió un remolcador para que llevara al Chicago y ordenó que la fuerza especial regresara a la base al día siguiente. Seis destructores se quedaron atrás para escoltar al remolcador y al Chicago.
A las 16:00 del 30 de enero, una flota de once bombarderos torpederos Mitsubishi pertenecientes al Grupo Aéreo 751, con base en Kavieng y que habían hecho una escala en Buka, atacaron la fuerza que acompañaba al Chicago. Cazas del Enterprise derribaron ocho aviones enemigos, aunque la mayoría de ellos pudo lanzar sus torpedos antes de estrellarse. Un torpedo alcanzó al destructor La Vallette, ocasionándole graves daños. Cuatro torpedos más impactaron en el ya dañado Chicago, provocando su hundimiento.
El convoy de transporte llegó a Guadalcanal y descargó exitosamente durante el 30 y 31 de enero. El resto de los buques de Halsey tomaron posiciones en el mar del Coral, al sur de las Salomón, para esperar que buques japoneses llegaran a apoyar la supuesta inminente ofensiva. La retirada de la TF18 del área de Guadalcanal redujo significativamente una potencial amenaza a la Operación Ke.
Además, el 29 de enero a las 18:30, dos corbetas de la Armada Real de Nueva Zelanda, el Moa y Kiwi, interceptaron al submarino japonés I-1 en las cercanías de Kamimbo, en Guadalcanal, cuando intentaba ejecutar la operación de suministro. Las dos corbetas atacaron y hundieron al I-1 después de una batalla de 90 minutos (09°13′S 159°40′E / -9.217, 159.667).

### Primera evacuación

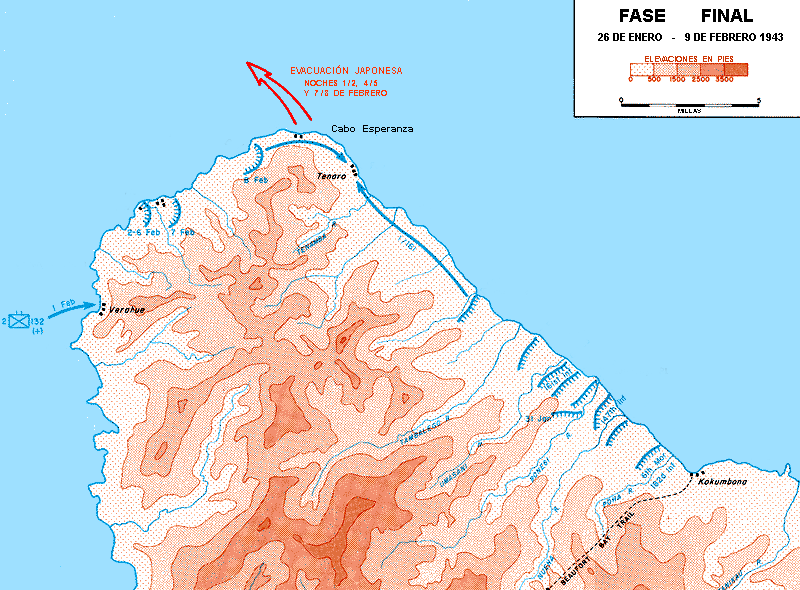
Mapa de la fase final de la campaña de Guadalcanal, 26 de enero - 9 de febrero, donde se muestra el avance estadounidense y las posiciones defensivas japonesas, así como los puntos de evacuación.

Dejando sus cruceros en Kavieng, Mikawa reunió a los 21 destructores de la base naval japonesa de las Shortland el 31 de enero para comenzar las evacuaciones. El contraalmirante Shintaro Hashimoto fue puesto al mando de este grupo, llamado Unidad de Refuerzo. Los 60 hidroaviones de la Fuerza Aérea del Área «R» fueron comisionados para escoltar la unidad y para ayudar a defenderla de los PT boat aliados durante las evacuaciones nocturnas. Bombarderos aliados B-17 atacaron el anclaje de las Shortland la mañana del 1 de febrero, sin ocasionar daños y perdiendo cuatro aeronaves frente a los cazas japoneses. Ese mismo día, la 6.ª División Aérea atacó el Campo Henderson con 23 cazas Nakajima Ki-43 y seis bombarderos Kawasaki Ki-48, pero no lograron causar daños e incluso perdieron un avión.
Creyendo que los japoneses estaban replegándose hacia la costa sur de Guadalcanal, la mañana del 1 de febrero, Patch desembarcó un batallón reforzado del Ejército y de Marines (alrededor de 1500 hombres), bajo el mando del coronel Alexander George, en Verahue, en la costa sur de la isla. Las tropas estadounidenses fueron llevadas hasta el punto de desembarco por una fuerza naval de seis LCT y un destructor transporte (el Stringham), escoltados por cuatro destructores (los mismos que se habían unido a la TF18 tres días antes). Un avión de reconocimiento japonés localizó la fuerza de desembarco y, creyendo que la fuerza estadounidense representaba una amenaza para la evacuación programada para esa noche, un escuadrón compuesto por 13 bombarderos en picado, escoltados por 40 Zeros, salieron de Buin, en Bougainville, para atacar los barcos enemigos.
Confundiendo las aeronaves japonesas con aliados, los destructores estadounidenses no dispararon sino hasta que los bombarderos en picado comenzaron su ataque. A las 14:53, el destructor De Haven fue rápidamente alcanzado por tres bombas y se hundió casi inmediatamente a 3,2 kilómetros al sur de Savo con la pérdida de 167 miembros de su tripulación, incluyendo a su capitán. El destructor Nicholas resultó también dañado por bombas que estallaron cerca de la nave. Cinco bombarderos y tres Zeros fueron derribados mediante fuego antiaéreo y cazas de la CAF. Por su parte, los estadounidenses perdieron tres Wildcats durante el combate.
Hashimoto salió de las Shortland a las 11:30 del 1 de febrero con 20 destructores para realizar la primera evacuación. Once destructores fueron designados para el transporte de las tropas mientras que el resto los protegería. Los destructores fueron atacados por la tarde, cerca de Vangunu, por 92 aeronaves procedentes del Campo Henderson en dos oleadas distintas. Los aviones aliados lanzaron una bomba lo suficientemente cerca del Makinami (buque insignia de Hashimoto) como para causarle daños graves. Hashimoto se transfirió al Fumizuki para remolcar al Makinami de regreso a la base. En el bando estadounidense, cuatro aviones de la CAF fueron derribados.
Once PT boats esperaron a los destructores japoneses entre Guadalcanal y la isla de Savo. A las 22:45, los buques de Hashimoto y los PT boats iniciaron un enfrentamiento que se prolongó durante las siguientes tres horas. Los destructores japoneses, con ayuda de los aviones del Área «R», hundieron tres de esos torpederos.
Mientras tanto, los destructores que realizaban la labor de transporte llegaron a dos de los puntos de embarco, en cabo Esperanza y Kamimbo, a las 22:40 y 24:00 respectivamente. Personal naval trasladó a las tropas desde la orilla hasta los destructores en barcazas y lanchas de desembarco. 
Después de embarcar a 4 935 soldados, principalmente de la 38.ª División, los destructores dejaron de subir personal a las 01:58 y se prepararon para regresar a las Shortland. Alrededor de esta misma hora, en el destructor Makigumo, uno de los que brindaban protección, súbitamente ocurrió una gran explosión, causada por el torpedo de un PT boat o por una mina marina. Informado de que el Makigumo había quedado inmovilizado, Hashimoto ordenó que el barco fuera abandonado y barrenado (09°15′S 159°47′E / -9.250, 159.783). Durante el viaje de regreso, la Unidad de Refuerzo fue atacada por aeronaves del Campo Henderson a las 08:00, pero no sufrió daños considerables y arribó a las islas Shortland sin mayores incidentes a las 12:00 del 2 de febrero.

### Segunda y tercera evacuación

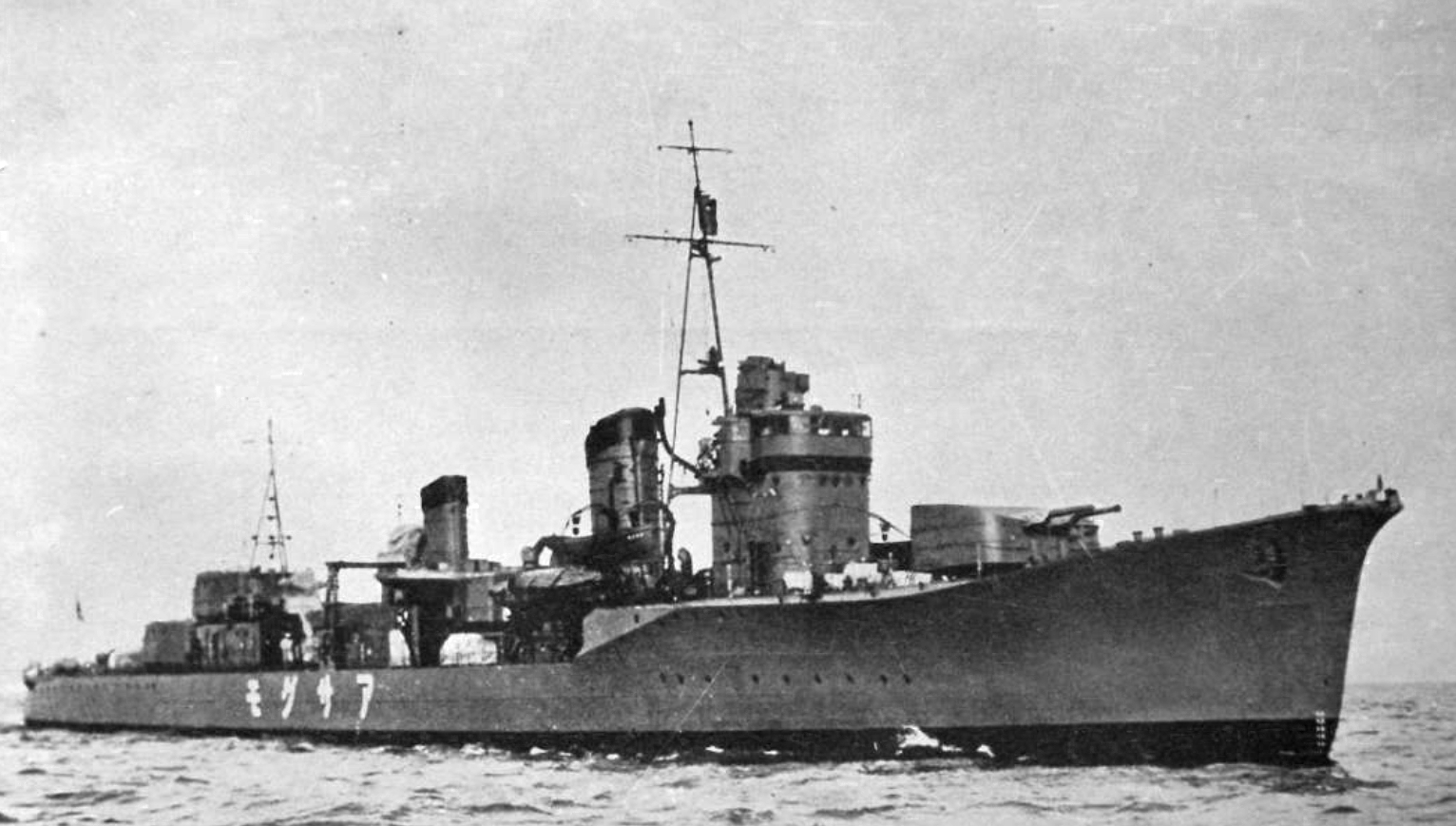
El destructor Asagumo.

El 4 de febrero, Patch ordenó que el 161.er Regimiento de Infantería reemplazara al 147.° en el frente y reanudara el avance hacia el oeste. El batallón Yano se replegó a nuevas posiciones en el río Segilau, y se enviaron tropas para bloquear el avance de la fuerza de George a lo largo de la costa sur. Mientras tanto, la fuerza especial de portaaviones y acorazados de Halsey se mantuvo por poco fuera del alcance de los ataques aéreos japoneses, a unos 480 kilómetros al sur de Guadalcanal.
Kondo envió dos destructores de su fuerza, el Asagumo y el Samidare, a las Shortland para reemplazar los dos destructores perdidos durante la primera evacuación. Hashimoto lideró la segunda misión de evacuación con veinte destructores desde el sur hacia Guadalcanal, a las 11:30 del 4 de febrero. Aviones del Campo Henderson atacaron en dos rondas las naves de Hashimoto, comenzando a las 15:50 y con un total de 74 aeronaves. El destructor Maikaze resultó gravemente dañado, por lo que Hashimoto ordenó que el Nagatsuki lo remolcara hasta Shortland. La CAF perdió once aviones en el ataque, mientras que los japoneses perdieron un Zero.
Las PT boats estadounidenses no salieron esa noche a atacar la fuerza de Hashimoto y el embarco no tuvo contratiempos. Hyakutake y su personal (3921 hombres principalmente de la 2.ª División) llegaron a Bougainville sin incidentes a las 12:50 del 5 de febrero. Un ataque por parte de la CAF lanzado durante la mañana falló al tratar de localizar la fuerza enemiga.
Creyendo que las operaciones japonesas del 1 y 4 de febrero habían sido para reforzar, no para evacuar, las fuerzas estadounidenses en Guadalcanal procedieron de forma lenta y cautelosa, avanzando tan sólo 820 metros diarios. La fuerza de George se detuvo el 6 de febrero después de avanzar hasta Titi, en la costa sur. En la costa norte, el 161.er Regimiento finalmente comenzó a atacar hacia el oeste a las 10:00, alcanzando el río Umasani ese mismo día. Al mismo tiempo, los japoneses estaban retirando sus 2 000 soldados restantes a Kamimbo.
El 7 de febrero el 161.er Regimiento cruzó el Umasani y llegó a Bunina, a unos 14 kilómetros de cabo Esperanza. Las tropas de George, ahora comandadas por George F. Ferry, avanzaron de Titi a Marovovo y pasaron allí la noche, a unos 1800 metros del poblado.
Al tanto de la presencia de los portaaviones de Halsey, así como de otros buques de guerra, los japoneses consideraron la posibilidad de cancelar la tercera evacuación, pero al final decidieron seguir con el plan. La fuerza de Kondo se acercó a 890 kilómetros al norte de Guadalcanal para estar preparada en caso de que los barcos de Halsey intentaran intervenir. Hashimoto salió de las Shortland con 18 destructores a mediodía del 7 de febrero, esta vez tomando curso por el sur de las Salomón en lugar de ir a través del «Slot». Un grupo de 36 aeronaves de la CAF atacó la flota japonesa a las 17:55, dañando gravemente al Isokaze, que se retiró escoltado por el Kawakaze. Tanto los Aliados como los japoneses perdieron una aeronave durante el ataque.
A su llegada a Kamimbo, la fuerza de Hashimoto embarcó 1972 soldados a las 00:03 del 8 de febrero, sin que lo impidiera la Armada de los Estados Unidos. Durante una hora y media más, el personal de los destructores remó a lo largo de la orilla gritando con la finalidad de asegurarse que nadie se había quedado atrás. A la 01:32 el Grupo de Refuerzo salió de Guadalcanal, llegando sin incidentes a Bougainville a las 10:00, completando así la operación.

## Consecuencias
Al amanecer del 8 de febrero, fuerzas estadounidenses en ambas costas reanudaron su avance, donde encontraron a unos pocos soldados japoneses enfermos y moribundos. Fue en este momento cuando Patch se dio cuenta de que las idas y venidas del «Tokyo Express» de la última semana habían sido para evacuar. A las 16:50 del 9 de febrero, las dos fuerzas estadounidenses se encontraron en la costa oeste, en el poblado de Tenaro. Patch envió un mensaje a Halsey asegurando: «Total y completa derrota de las fuerzas japonesas en Guadalcanal tuvo lugar hoy a las 16:25 [...] los Tokyo Express ya no tienen terminal en Guadalcanal».
Los japoneses lograron evacuar a un total de 10 652 hombres, que eran prácticamente todos los que quedaban de los 36 000 soldados que habían sido enviados a la isla durante la campaña. 600 de los evacuados perecieron a causa de sus heridas o de alguna enfermedad antes de que pudieran recibir ayuda médica adecuada. 300 más requirieron una hospitalización larga o recuperación. Después de recibir las noticias de que se había concluido la evacuación, Yamamoto elogió a todas las unidades involucradas y ordenó a Kondo que regresara a Truk con sus buques de guerra. Las divisiones 2.ª y 38.ª fueron embarcadas hacia Rabaul y se reconstruyeron parcialmente con reemplazos. La 2.ª División fue reubicada en las Filipinas en marzo de 1943, mientras que la 38.ª fue asignada a la defensa de Rabaul y Nueva Irlanda.
El 8.° Ejército de Área y la Flota del Área del Sureste reorientaron sus fuerzas para defender las Salomón centrales en Kolombangara y Nueva Georgia, y se prepararon para enviar refuerzos, consistiendo éstos principalmente de la 51.ª División de Infantería, originalmente enviada de Guadalcanal a Nueva Guinea. El 17.° Ejército fue reconstruido con elementos de la 6.ª División de Infantería y se acuarteló en Boungainville. Algunos japoneses rezagados permanecieron en Guadalcanal, muchos de los cuales cayeron posteriormente muertos o capturados por patrullas aliadas. El último japonés en rendirse que se conoce lo hizo en octubre de 1947.
En retrospectiva, los historiadores han culpado a los estadounidenses, especialmente a Patch y a Halsey, de no haber tomado ventaja de su superioridad aérea, terrestre y naval para evitar que la evacuación japonesa de la mayoría de los sobrevivientes fuera exitosa. Chester Nimitz, comandante de las fuerzas aliadas en el Pacífico, aseguró sobre la Operación Ke: «Hasta el último momento pareció que los japoneses intentaban realizar refuerzos. Solamente la destreza de mantener ocultos sus planes y la audaz velocidad en llevarlos a cabo, permitió a los japoneses retirar el remanente de la guarnición en Guadalcanal. No fue hasta el momento en que todas las fuerzas organizadas habían sido evacuadas, el 8 de febrero, cuando nos dimos cuenta del propósito de sus disposiciones aéreas y navales».
No obstante, la exitosa campaña por recuperar Guadalcanal fue una importante victoria estratégica para Estados Unidos y sus aliados. Con base en su triunfo en Guadalcanal, los Aliados continuaron su campaña en contra de Japón, a la larga derrotándolo y dando término a la Segunda Guerra Mundial.